# きびドーム
きびドームは、和歌山県有田郡有田川町下津野にある、ドーム状の建築物。黒川紀章が設計した、有田みかんをかたどった建物である。

## 建築
1995年3月30日竣工。設計は黒川紀章建築都市設計事務所の黒川紀章、施工は竹中工務店大阪本店が担当した。有田みかんをイメージし、半球を切り分けたような外観をしている。鉄筋コンクリート構造地上2階地下1階建てで、コンクリート打ち放し仕上げである。シェル構造を採用している。

### 施設
文化ホール、多目的研修室、視聴覚室、調理実習室、会議室などを含む複合施設である。多目的研修室は、健康のためのレッスンが開催できるよう、天井を高くしている。

### 文化ホール
きびドームの中核施設で、円形に配置された客席に約300人が着座可能なホールである。ステージは、幅 12.40 m ×奥行 10.30 m×高さ 6.0 mで、大きな奈落を有する。コンサート、発表会、講演会などの会場として利用され、奈落は主にピアノを舞台上に設置するのに使用する。

## 利用
年間利用者数は約17,000人。災害時の指定緊急避難場所兼避難所に指定されている。
- まちづくりフォーラム「有田川という未来」（ARIDAGAWA 2040）[8][9]
- ABOBA三重奏団 きびドームコンサート[10]
- 有田川町どんどんまつり[11]
- 学校説明会（和歌山県立日高高等学校附属中学校[12]、開智中学校[13]、和歌山信愛高等学校[14]）
- 動物愛護フェスティバルin有田川（和歌山県獣医師会、2011年10月）[15]
- 映画『ねこにみかん』完成記念披露上映会（2013年4月）[16]
- 有田川みかん山コンサート（2015年7月）[4]
- 和歌山県町村会100周年記念式典・シンポジウム（2015年11月）[17]
- 社会参加と自立・理解推進講演会（和歌山県立たちばな支援学校、2015年12月）[18]
- 平成30年度 第2回 医療と介護連携研修会〜未来を拓く君たちへ〜（有田医師会在宅医療サポートセンター、2019年3月）[19]
- 有田川漁業協同組合臨時総代会（2020年11月）[20]
- 「〜無限の可能性に魅かれて〜」県文化表彰受賞記念講演（2022年7月）[21]
- ORINAS大感謝祭「めざせ!西日本一の芋煮会」（三洋住宅、2023年2月）[22]

## 交通
阪和自動車道有田インターチェンジから和歌山県道22号吉備金屋線を東進すると、右手に現れる。隣接する有田川町役場吉備庁舎（旧・吉備町庁舎）も黒川紀章の設計であり、2つ合わせて周辺地域のシンボルとなっている。
最寄り駅は、JR紀勢本線（きのくに線）藤並駅。駅からは東に3 km離れている。